# Těchobuz
Těchobuz è un comune della Repubblica Ceca facente parte del distretto di Pelhřimov, nella regione di Vysočina.

## Galleria d'immagini

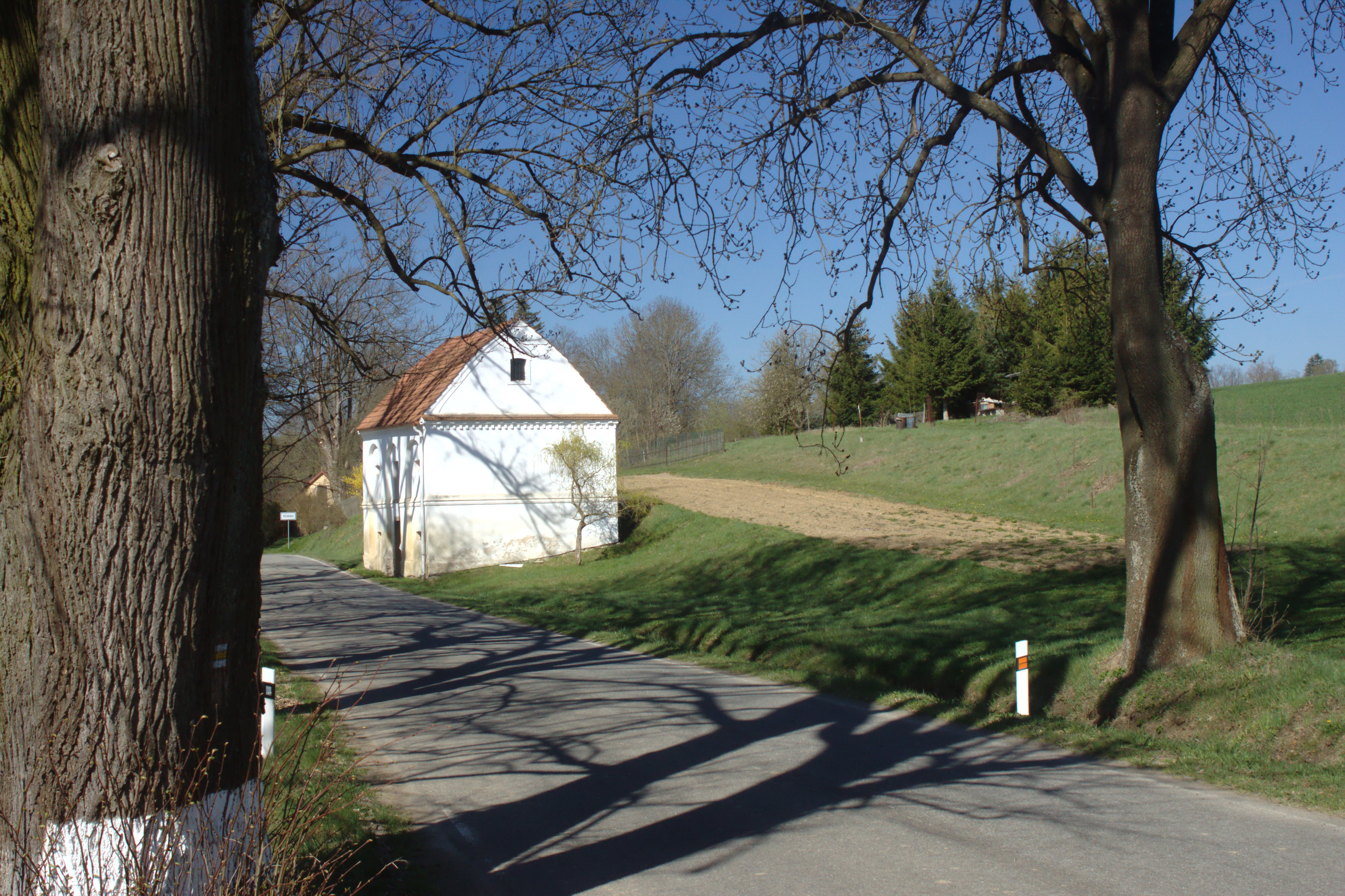
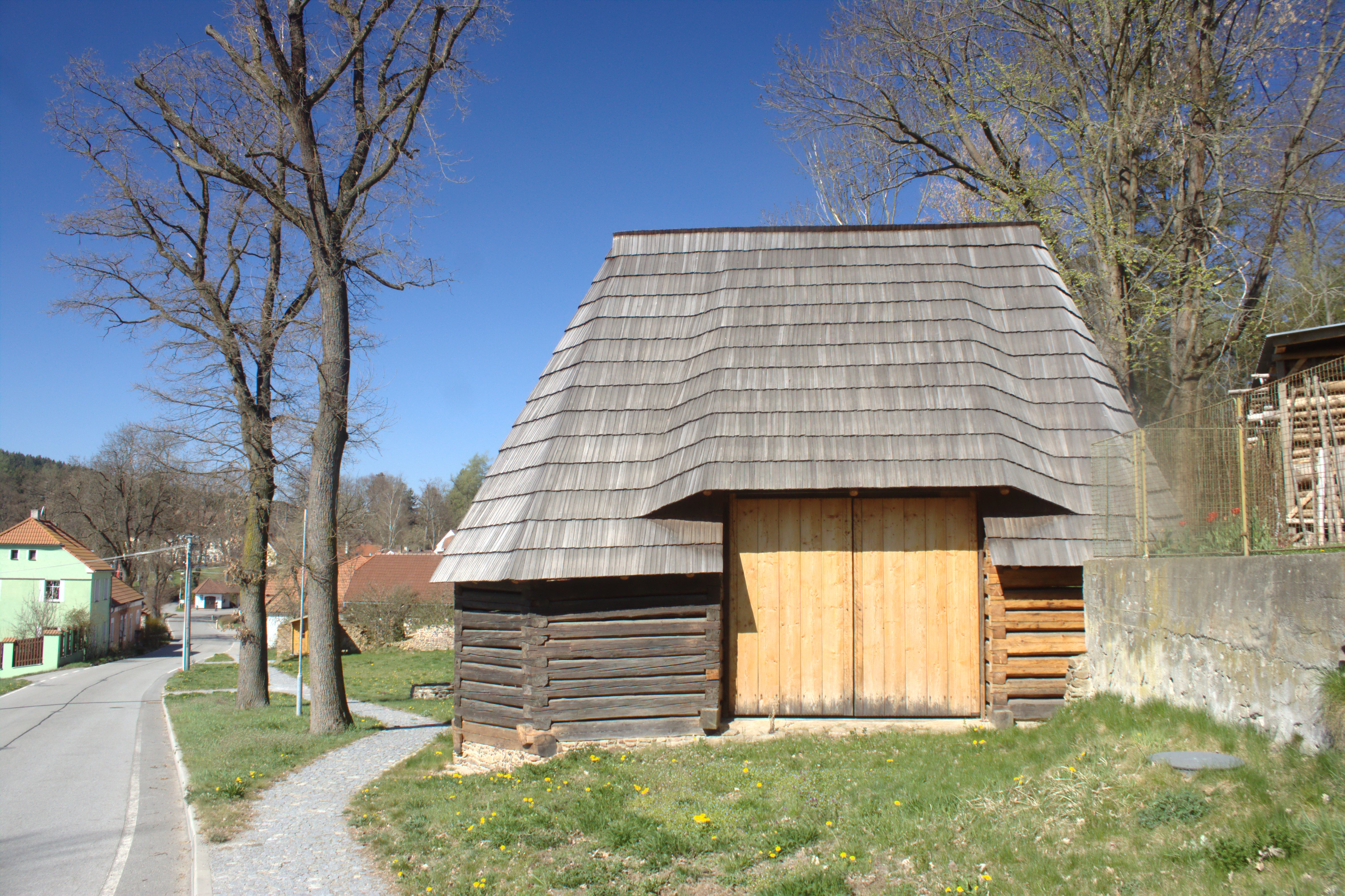
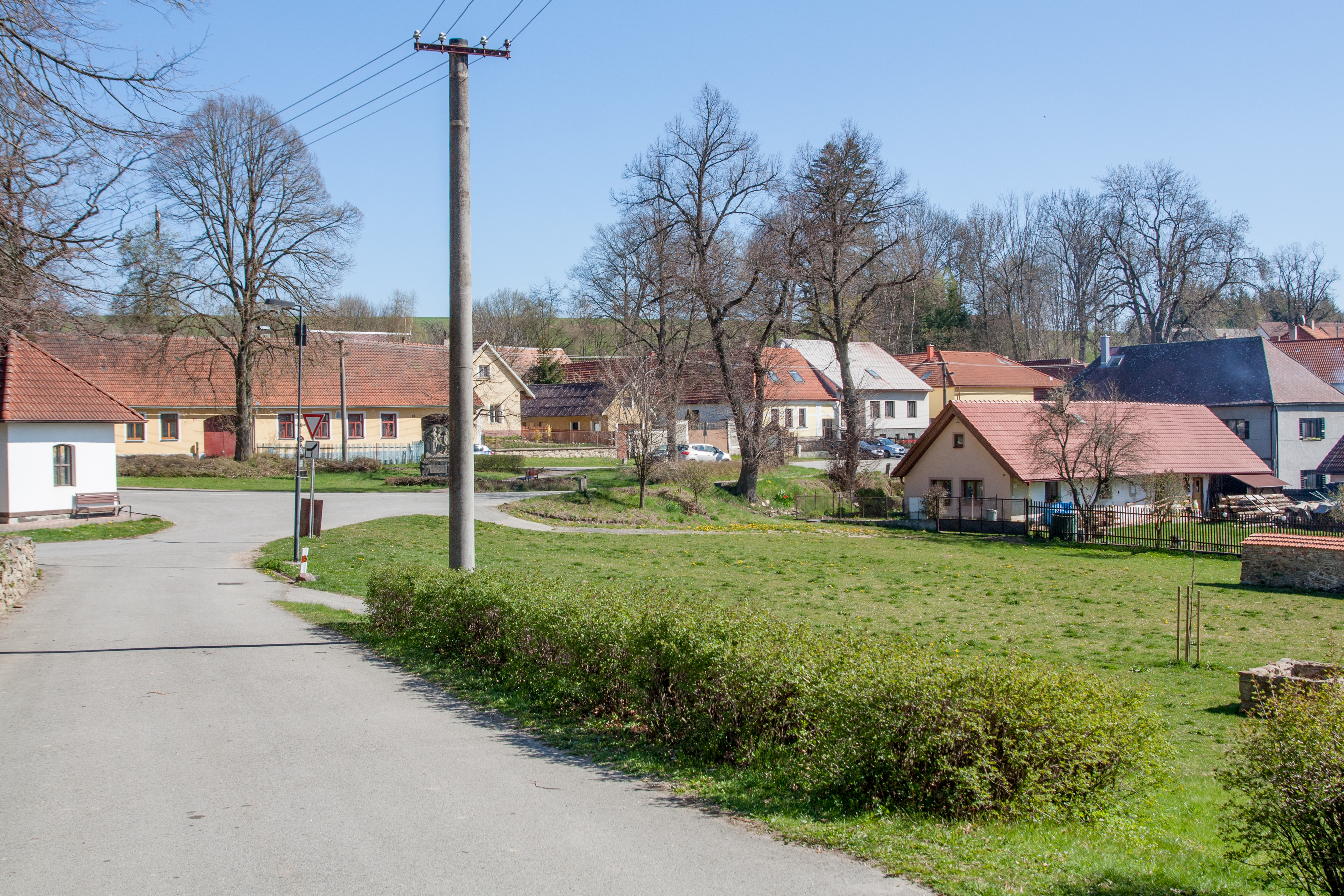